# Hermann Biechele

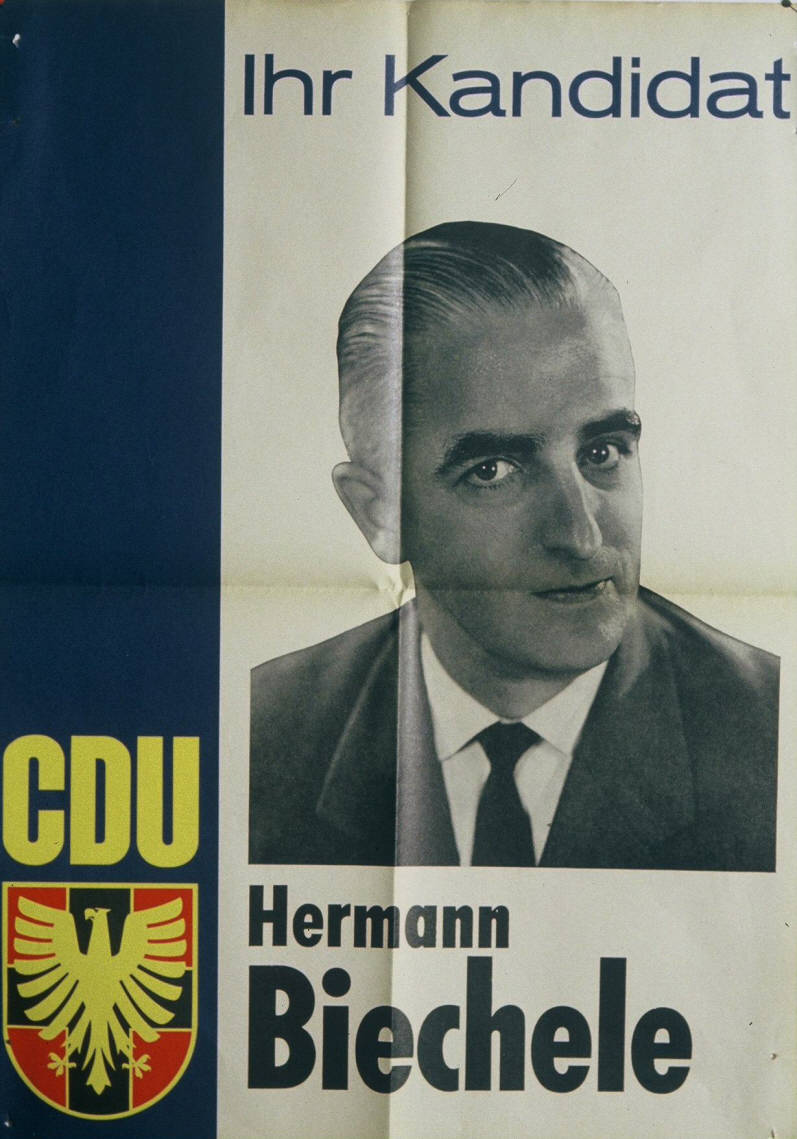
Wahlplakat (1961)

Hermann Biechele (* 1. März 1918 in Konstanz; † 15. April 1999 in Tuttlingen) war ein deutscher Pädagoge und Politiker (CDU).

## Leben und Beruf
Nach dem Besuch der Volksschule und dem Abitur 1937 am Gymnasium in Singen leistete Biechele zunächst Reichsarbeitsdienst und Dienst bei der Wehrmacht. Er nahm von 1939 bis 1945 als Soldat am Zweiten Weltkrieg teil, wurde mehrfach verwundet und schließlich zum Oberleutnant ernannt. Ausweislich seiner Spruchkammerakte war Biechele kein Mitglied der NSDAP. Bei Kriegsende geriet er in französische Gefangenschaft, aus der er 1946 entlassen wurde. Seit 1945 war er Mitglied des wissenschaftlichen katholischen Studentenvereins Unitas-Paulus Freiburg.
Biechele nahm 1946 ein Studium der Geschichte und der Germanistik an der Albert-Ludwigs-Universität Freiburg auf, das er 1950 mit dem ersten und 1952 mit dem zweiten Staatsexamen für das höhere Lehramt beendete. Er trat anschließend in den Schuldienst ein und war seit 1954 als Studienrat am Gymnasium in Radolfzell am Bodensee tätig und wechselte später in eine Stelle in der Sigmund-Freud-Landesklinik.

## Partei
Biechele war seit 1946 Mitglied der CDU und der Jungen Union. Von 1955 bis 1977 war er Vorsitzender des CDU-Kreisverbands Konstanz-Land.

## Abgeordneter
Biechele wurde bei der Bundestagswahl 1961 über ein Direktmandat in Konstanz in den Deutschen Bundestag gewählt, dem er bis 1980 fünf Wahlperioden lang angehörte.

## Sonstiges
In der Gemeinde Gaienhofen ist eine Straße nach Biechele benannt. 
Sein Schwiegersohn Volker Kauder war von 2005 bis 2018 Vorsitzender der CDU/CSU-Fraktion im Deutschen Bundestag.